# 8 подруг Оушена
«8 подруг Оушен» (англ. Ocean’s 8) — американский комедийно-криминальный фильм режиссёра Гэри Росса, спин-офф фильма «Одиннадцать друзей Оушена». Мировая премьера фильма состоялась 5 июня 2018 года в Нью-Йорке.

## Сюжет
Дебби Оушен, младшая сестра покойного Дэнни Оушена, освобождается из тюрьмы по УДО и находит свою бывшую подельницу Лу Миллер, чтобы убедить её присоединиться к ней для совершения ограбления, которое Дебби планировала в период отбывания наказания. 
Они собирают команду: Роуз Уайл, утратившая свою былую славу и имеющая огромные долги; Амита, производительница ювелирных изделий и подруга Дебби, которая хочет съехать от своей матери и начать свою собственную жизнь; Девятка (настоящее имя — Лесли), опытная хакерша; Констанс, уличная воровка; Тэмми, клептоманка, которая тайно продаёт украденные вещи из гаража загородного дома своей семьи.
Дебби планирует украсть колье Cartier стоимостью 150 миллионов долларов, которое через три недели на балу в нью-йоркском музее «Метрополитен» будет носить всемирно известная актриса Дафна Клюгер. Дебби и Лу подстраивают всё таким образом, чтобы Роуз попала к Дафне в качестве её дизайнера для бала. Роуз и Амита идут в «Картье», чтобы убедить сотрудников позволить Дафне надеть колье, и одновременно сканируют его, чтобы сделать дубликат.
Дебби выслеживает своего бывшего бойфренда Клода Беккера, антиквара, который сдал её полиции, когда они были пойманы вместе за мошенничество с произведениями искусства, что привело к её заключению в тюрьму. После угрозы ему Дебби манипулирует Дафной, чтобы та пригласила Клода на торжество. Лу понимает, что Дебби хочет отомстить Беккеру, подставив его, но Дебби уверяет её, что всё будет хорошо.
Роуз обнаруживает проблему в плане: колье может быть снято только особым магнитом, который находится у телохранителя, нанятого Cartier; Девятка привлекает свою младшую сестру Веронику, чтобы создать  аналог этого магнита. Когда начинается торжество, Дафна ест суп, в который Лу добавила рвотное, та бежит в туалет, где Констанс крадёт колье. Когда обнаруживается, что колье пропало, гостей просят покинуть банкет и обыскивают музей; Тэмми «находит» дубликат ожерелья, и поиск прекращается. Пока шёл обыск, Амита работала над настоящим ожерельем и разобрала его, чтобы сделать из него несколько украшений, а затем отдала их Констанс, чтобы та передала их остальным. После этого Дебби подбрасывает одно из переделанных украшений Клоду. Все девушки покидают бал, унося с собой части переделанного ожерелья.
Далее, когда сотрудник ювелирного дома обнаружил факт подделки ожерелья, для расследования дела был вызван Джон Фрэйзер, следователь по мошенничеству со страховкой. Не в состоянии найти информацию, Фрэйзер, который несколько раз расследовал дела, связанные с семьёй Оушенов, обнаружил, что Дебби присутствовала на торжестве, однако у неё есть железное алиби. Они встречаются в забегаловке, и Дебби уверяет Фрэйзера, что она не располагает информацией, где находится колье, но она может знать, где его часть.
Позднее выясняется, что Дафну посвятили в план. Дебби и Лу пригласили её, чтобы она не сдала их, когда они поняли, что Дафна могла догадаться об афере. Дафна приглашает Клода на романтический вечер у него дома, где «находит» подброшенное Дебби украшение, и отправляет фотографию Дебби, а та, в свою очередь, Фрэйзеру, чтобы он мог получить ордер на обыск его дома. Чтобы ещё больше подставить Клода, Дебби продаёт части ожерелья актрисам, нанятым сыграть пожилых светских львиц, которые, в свою очередь, продают украшения и депонируют деньги на счёт Клода. Его арестовывают.
Когда восьмёрка празднует победу, Дафна отмечает, что Дебби и Лу выручили меньше денег от продажи украшений, чем планировали сначала. Лу объясняет, что, в то время, как музей обыскивался, Лу и её друг Йен украли все драгоценности с выставки, которая проходила параллельно с приёмом, в соседнем зале.
В конце фильма каждый член команды идёт своим путём: Амита едет в Париж с мужчиной, которого она встретила в Tinder; Роуз расплачивается с долгами и открывает бутик; Констанс покупает просторную мансарду в городе и становится видеоблогершей на YouTube; Тэмми расширяет свой бизнес в продаже краденого; Девятка открывает свой бильярдный бар; Дафна становится режиссёром; Лу отправляется в поездку на мотоцикле.
В конце фильма Дебби приходит к могиле своего брата, Дэнни, пьёт мартини и говорит: «Ты бы это оценил».

## В ролях

### Восемь подруг Оушена
- Сандра Буллок — Дэбби Оушен, сестра Дэнни Оушена
- Кейт Бланшетт — Лу Миллер
- Хелена Бонэм Картер — Роуз Вайл, модельер
- Энн Хэтэуэй — Дафна Клюгер, актриса
- Рианна — Девятка (Лесли), хакер
- Минди Калинг — Амита, ювелир
- Сара Полсон — Тэмми, домохозяйка
- Аквафина — Констанс, карманница

### Другие герои
- Ричард Армитидж — Клод Беккер
- Джеймс Корден — Джон Фрайзер, детектив страховой компании
- Эллиотт Гулд — Рубен Тишкофф
- Дакота Фэннинг — Пенелопа Стерн
- Гриффин Данн — сотрудник комиссии по досрочному освобождению
- Ричард Робишо — Лоуренс
- Цинь Шаобо — Йен
- Мэтт Деймон — Лайнус Колдуэлл (вырезанные сцены)
- Карл Райнер — Сол Блум (вырезанные сцены)
- Джордж Клуни — Дэнни Оушен (фотография, в титрах не указан)

### Камео
- Адриана Лима
- Анна Винтур
- Александр Ван
- Зак Позен (в титрах не указан)
- Ким Кардашьян
- Кендалл Дженнер
- Кэти Холмс
- Оливия Манн
- Серена Уильямс
- Джиджи Хадид
- Белла Хадид
- Хайди Клум (в титрах не указана)
- Мария Шарапова
- Джейми Кинг и др.

## Прокат
В Новой Зеландии, Колумбии и Перу фильм вышел в прокат 7 июня 2018 года, в Индонезии, Канаде и США — 8 июня 2018 года, в Дании и России — 21 июня, в Польше и ЮАР — 22 июня.

### Сборы
За четыре дня проката картина собрала 156,7 млн рублей и заняла второе место по кассовым сборам в России и СНГ.

## Критика
Фильм получил смешанно-положительные оценки кинокритиков. На сайте Rotten Tomatoes у картины 68% положительных рецензий на основе 311 отзывов. На Metacritic – 61 балл из 100 на основе 50 рецензий.